# ميغيل لونا هرنانديز
ميغيل لونا هرنانديز (بالإسبانية: Miguel Luna Hernández)‏ هو سياسي مكسيكي، ولد في 6 سبتمبر 1953 في ولاية غواناخواتو في المكسيك، وتوفي في 10 يوليو 2017. نشط حزبياً في حزب الثورة الديمقراطية. وقد انتخب عضو مجلس النواب المكسيك.